# Czas cywilny
Czas cywilny – średni czas słoneczny liczony od chwili dołowania Słońca.